# Mittelbare Falschbeurkundung
Bei der mittelbaren Falschbeurkundung (früher auch: intellektuelle Urkundenfälschung) handelt es sich um einen Straftatbestand des deutschen Strafrechts, der im 23. Abschnitt des Besonderen Teils des Strafgesetzbuchs (StGB) in § 271 geregelt ist. Er zählt zu den Urkundsdelikten und schützt das Vertrauen des Rechtsverkehrs in die inhaltliche Richtigkeit von Urkunden. Den Tatbestand verwirklicht, wer einen Amtsträger dazu bewegt, eine inhaltlich unwahre öffentliche Urkunde zu erstellen. Die Vorschrift ergänzt § 348 StGB und § 48 WStG, die das Erstellen unwahrer öffentlicher Urkunden durch Amtsträger oder Soldaten unter Strafe stellen. Sie ermöglicht es, auch solche Personen täterschaftlich zu bestrafen, die an der Erstellung einer unwahren öffentlichen Urkunde mitwirken, ohne Soldat oder Amtsträger zu sein. Aus systematischer Sicht handelt es sich damit um eine vertypte mittelbare Täterschaft.
Die mittelbare Falschbeurkundung kann grundsätzlich mit einer Freiheitsstrafe bis zu drei Jahren oder eine Geldstrafe geahndet werden. In schweren Fällen droht eine Freiheitsstrafe zwischen drei Monaten und fünf Jahren.
Die praktische Relevanz des § 271 StGB ist im Vergleich zur Urkundenfälschung bislang gering geblieben. Die polizeiliche Kriminalstatistik verzeichnet für 2021 1.957 Fälle.

## Normierung und Schutzzweck
§ 271 StGB lautet seit seiner letzten Änderung vom 1. April 1998 wie folgt:
(2) Ebenso wird bestraft, wer eine falsche Beurkundung oder Datenspeicherung der in Absatz 1 bezeichneten Art zur Täuschung im Rechtsverkehr gebraucht.
(3) Handelt der Täter gegen Entgelt oder in der Absicht, sich oder einen Dritten zu bereichern oder eine andere Person zu schädigen, so ist die Strafe Freiheitsstrafe von drei Monaten bis zu fünf Jahren.
Anders als die meisten anderen Urkundsdelikte schützt § 271 StGB die inhaltliche Richtigkeit öffentlicher Urkunden. Dieser im Urkundsstrafrecht nur selten verfolgte Schutzzweck knüpft an das besondere Vertrauen an, das der Rechtsverkehr öffentlichen Urkunden entgegenbringt. Ursache dieses Vertrauens ist, dass öffentliche Urkunden in einem besonders formalisierten und gesetzlich regulierten Verfahren entstehen. Mit dem hohen Vertrauen auf die Richtigkeit öffentlicher Urkunden geht ein hohes Gefährdungspotential manipulierter öffentlicher Urkunden einher: Eine inhaltlich unrichtige öffentliche Urkunde eignet sich in besonderer Weise dazu, Dritte in betrügerischer Absicht in die Irre zu führen.

## Entstehungsgeschichte

### Einführung mit Inkrafttreten des StGB
Der Tatbestand der mittelbaren Falschbeurkundung ist im Strafgesetzbuch bereits seit dessen Inkrafttreten am 1. Januar 1872 enthalten. Bereits damals wies der Tatbestand im Wesentlichen die heutige Form auf. Er lautete ursprünglich:
Der Gesetzgeber schuf die Vorschrift, um eine Strafbarkeitslücke zu schließen, die sich aus der Tatbestandsstruktur des § 348 StGB und aus den Grundlagen der Beteiligungslehre ergab: Gemäß § 348 StGB macht sich ein Amtsträger strafbar, der bewusst eine inhaltlich unwahre öffentliche Urkunde herstellt. Bei der Amtsträgereigenschaft handelt es sich um ein strafbarkeitsbegründendes besonderes persönliches Merkmal. Personen, denen die Amtsträgereigenschaft fehlt, kommen daher nicht als Täter des § 348 StGB in Frage. Sie können sich allenfalls wegen Teilnahme (Anstiftung oder Beihilfe) an der Falschbeurkundung des Amtsträgers strafbar machen. Hinzu kommt, dass die Strafe des Teilnehmers gemäß § 28 Abs. 1 StGB zwingend zu mildern ist. In der Konsequenz droht dem Nicht-Amtsträger, der sich an einer Falschbeurkundung beteiligt, lediglich eine geringfügige Strafe, die den Unrechtsgehalt seiner Tat unzureichend widerspiegelt. Eine Teilnehmerstrafbarkeit kommt zudem lediglich in Fällen in Betracht, in denen der Amtsträger die unwahre Urkunde vorsätzlich erstellt. Handelt der Beamte beim Ausstellen der falschen Urkunde redlich, etwa infolge einer Täuschung durch den Nicht-Amtsträger, macht er sich nicht nach § 348 StGB strafbar, wodurch es an einer teilnahmefähigen Haupttat fehlt, an der sich der Nicht-Amtsträger beteiligen kann. Eine mittelbare Täterschaft nach § 25 Abs. 1 Alt. 1 StGB, die bei der Ausnutzung eines Tatmittlers typischerweise in Betracht kommt, scheitert an der fehlenden Amtsträgerschaft des Täters. Um diese Lücken zu schließen und eine täterschaftliche Betrachtung des Amtsträgers zu ermöglichen, schuf der Gesetzgeber den § 271 StGB. Dementsprechend handelt es sich bei dieser Vorschrift wie bei der Verleitung zur Falschaussage (§ 160 StGB) um eine vertypte mittelbare Täterschaft.

### Änderungen nach Inkrafttreten des § 271 StGB
Nachdem am 1. Januar 1876 die Mark als reichsweit einheitliche Währung eingeführt worden war, änderte der Gesetzgeber die Höhe der durch § 271 StGB angedrohten Geldstrafe von 100 Talern auf 300 Mark. Das Erste Strafrechtsreformgesetz ergänzte die Norm mit Wirkung zum 1. April 1970 um eine Versuchsstrafbarkeit.
Eine größere Überarbeitung erfuhr die Norm durch das zweite Gesetz zur Bekämpfung der Wirtschaftskriminalität. Dieses erweiterte den Anwendungsbereich des Tatbestand Wirkung zum 1. August 1986 auf Erklärungen, die in Dateien gespeichert werden. Hierdurch wollte der Gesetzgeber dem Umstand gerecht werden, dass rechtserhebliche Erklärungen in zunehmendem Maß in digitaler Form verbreitet werden. Diese werden mangels Körperlichkeit jedoch nicht vom strafrechtlichen Urkundenbegriff erfasst wird.
Seine bislang letzte Veränderung erfuhr § 271 StGB durch das Sechste Strafrechtsreformgesetz, das insbesondere der Bekämpfung der organisierten Kriminalität diente. Mit Wirkung zum 1. April 1998 ergänzte dieses § 271 StGB um eine neue Begehungsform, das Gebrauchen einer unwahren Urkunde oder Datenspeicherung (Abs. 2), sowie um eine Qualifikation (Abs. 3) für das Handeln in Bereicherungsabsicht. Das Gebrauchen war früher in § 273 StGB enthalten, der durch die Strafrechtsreform ein neues Delikt unter Strafe stellte (Verändern von amtlichen Ausweisen). Die Qualifikation war früher im inhaltlich vergleichbaren, nun unbesetzten § 272 StGB enthalten. Zudem hob der Gesetzgeber die Höchststrafe von einem Jahr Freiheitsstrafe auf drei Jahre an, um den Strafrahmen der mittelbaren Falschbeurkundung an den der Anstiftung zur Falschbeurkundung im Amt anzugleichen.

## Tatbestand

### Öffentliche Urkunde

#### § 415 ZPO als Ausgangspunkt der Definition
Den Hauptanwendungsfall des § 271 StGB stellt die Manipulation öffentlicher Urkunden dar. Der Begriff der Urkunde ist dem § 415 ZPO entnommen. Er bezieht sich also auf Urkunden, die von einer öffentlichen Behörde innerhalb ihrer Amtsbefugnisse oder von einer mit öffentlichem Glauben versehenen Person innerhalb ihres Geschäftskreises in der vorgeschriebenen Form aufgenommen werden.
Als Behörden gelten die Dienststellen der öffentlichen Verwaltung sowie die Dienststellen der Anstalten und Körperschaften des öffentlichen Rechts. Hierzu zählen etwa Stadtverwaltungen, Schulen, Sparkassen und Kammern. Nicht um Behörden handelt es sich demgegenüber bei Kirchen. Als mit öffentlichem Glauben versehene Personen gelten Personen, welchen die Befugnis verliehen worden ist, Urkunden zu erstellen, denen eine besondere Beweiskraft zukommt. Dies trifft insbesondere auf Notare, Gerichtsvollzieher, Urkundbeamte der Geschäftsstelle und TÜV-Prüfer zu.
Innerhalb seiner Befugnisse oder seines Geschäftskreises handelt der Beurkundende, sofern er sich innerhalb seiner sachlichen Zuständigkeit bewegt. Ob Verstöße gegen die örtliche Zuständigkeit der Anwendung des § 271 StGB entgegen stehen, ist umstritten zwischen der Rechtsprechung, die dies bejaht, und dem Schrifttum, das dies vielfach verneint. Unstrittig irrelevant sind Verstöße gegen die funktionale Zuständigkeit.
Umstritten ist, ob § 271 StGB auch Urkunden schützt, die im Ausland erstellt wurden. Eine teilweise vertretene Auffassung lehnt dies generell ab, weil § 271 StGB gemeinsam mit § 348 StGB an die Amtsträgereigenschaft anknüpft, die gemäß § 11 Abs. 1 Nr. 2 StGB lediglich inländische Beamte aufweisen. Dem steht eine Sichtweise gegenüber, die ausländische Urkunden generell in den Schutzbereich des § 271 StGB einbezieht, weil die Herkunft der Urkunde für den Schutzzweck der Norm unerheblich sei. Überwiegend wird ein differenzierender Ansatz vertreten, der lediglich bestimmte ausländische Urkunden als durch § 271 StGB geschützt ansieht. Dies gelte zunächst für Urkunden, die von einem EU-Organ herrühren, weshalb sie aus unionsrechtlichen Gründen inländischen Urkunden gleichzustellen sind. Gleiches gelte für ausländische Urkunden, die inländische Rechtsgüter beeinträchtigen.

#### Besondere Beweiskraft
Der Schutz des § 271 StGB beschränkt sich auf die Urkundenbestandteile, die eine besondere Beweiskraft aufweisen. Diese Einschränkung ist im Wortlaut des § 415 ZPO nicht angelegt, ergibt sich jedoch aus dem Schutzzweck des § 271 StGB: Weil dessen Schutz an die besondere Vertrauenswürdigkeit öffentlicher Urkunden anknüpft, muss die Urkunde über eine spezifische amtliche Richtigkeitsgewähr verfügen. Dies setzt voraus, dass die Urkunde dazu bestimmt ist, im Rechtsverkehr als Beweismittel genutzt zu werden. Dies trifft zu, wenn sie Beweiskraft für und gegen jedermann entfaltet. So verhält es sich etwa bei Führerscheinen, Abiturzeugnissen, Duldungsbescheinigungen nach dem AufenthG, Aufenthaltsgenehmigungen, Kfz-Kennzeichen, Zulassungsbescheinigungen und Steuerbescheiden. Die besondere Beweiskraft fehlt demgegenüber Urkunden, die lediglich für den internen Behördenbetrieb bestimmt sind. Dies trifft beispielsweise auf Geschäftsverteilungspläne zu.

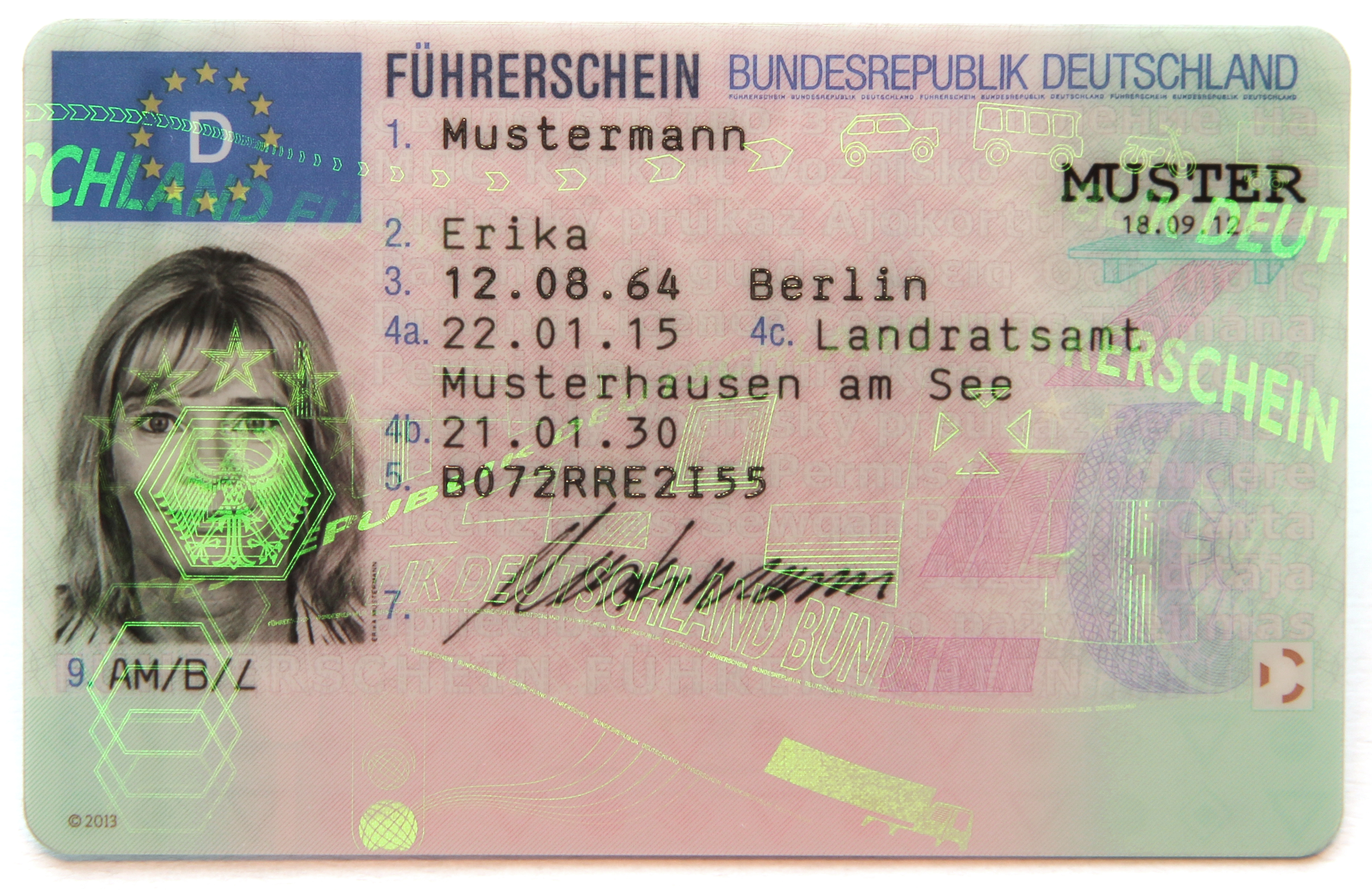
Der Führerschein weist besondere Beweiskraft in Bezug auf die Erlaubnis zur Führung eines Kraftfahrzeugs auf

Die spezifische Richtigkeitsgewähr der öffentlichen Urkunde erstreckt sich regelmäßig nicht auf die gesamte Urkunde. Sie beschränkt sich meist auf die Erklärungen, zu deren Dokumentation die Urkunde laut Gesetz oder nach der Verkehrsanschauung bestimmt ist. Tatsachen, deren Angabe das Gesetz nicht fordert und deren Falschheit der Wirksamkeit der Urkunde nicht entgegensteht, unterliegen daher regelmäßig keiner gesteigerten Beweiskraft, sodass insoweit kein Schutz durch § 271 StGB besteht. In der Konsequenz sind die einzelnen Bestandteile der Urkunde separat auf ihre Beweiskraft hin zu untersuchen. So beschränkt sich etwa die besondere Beweiskraft notariell beurkundeter Kaufverträge auf die Feststellung, dass die beurkundeten Erklärungen abgegeben wurden. Die notarielle Beurkundung bietet hingegen keine Gewähr für die inhaltliche Richtigkeit dieser Erklärungen. Ein Führerschein weist besondere Beweiskraft gegenüber der Erteilung der Fahrerlaubnis auf, nicht jedoch in Bezug auf die Berechtigung zur Führung eines akademischen Titels.

### Öffentliche Bücher, Register und Daten
Als weitere Tatobjekte nennt § 271 StGB öffentliche Bücher und Register. Rechtssystematisch handelt es sich hierbei um Unterfälle der öffentlichen Urkunden, die eine große Zahl von Informationen in einem Verzeichnis bündeln. Dies trifft etwa auf das Grundbuch, das Handelsregister und die Handwerksrolle zu. Die spezifische Beweiskraft des Grundbuchs bezieht sich auf die Existenz und die Inhaberschaft der dort eingetragenen Rechte (vgl. § 891, § 892 BGB). Handelsregister und Handwerksrolle erbringen Beweis darüber, dass die dort eingetragenen Tatsachen ordnungsgemäß zur Eintragung angemeldet worden sind.
Aufgrund der Einbeziehung von Daten in den Tatbestand des § 271 StGB ist es unerheblich, ob die Erklärung in analoger oder in digitaler Form gespeichert wird. Dementsprechend unterliegen etwa auch die im elektronischen Grundbuch gespeicherten Informationen dem Schutz des § 271 StGB.

### Tathandlungen

#### Herstellen und Speichern (§ 271 Abs. 1 StGB)
§ 271 StGB verwirklicht zunächst, wer bewirkt, dass ein Urkundsbeamter eine inhaltlich unwahre Urkunde herstellt. Im Regelfall erreicht der Täter dies, indem er den redlichen Beamten durch falsche Auskünfte, durch Vorlegen gefälschter Dokumente, durch Wegnehmen von Urkunden, durch Einwirkung auf Gehilfen oder auf andere Weise in die Irre führt. Unstrittig tatbestandsmäßig sind also Konstellationen, die strukturell einer mittelbaren Täterschaft entsprechen, also der Tatbegehung durch einen anderen (§ 25 Abs. 1 Var. 2 StGB). Umstritten ist, ob ein tatbestandsmäßiges Bewirken darüber hinaus in Fällen vorliegt, in denen der Beamte weiß, dass er eine falsche Urkunde erstellt. Nach vorherrschender, von der Rechtsprechung geteilter Sichtweise beschreibt der Begriff des Bewirkens alle Verhaltensweisen, die zur Erstellung einer unwahren Urkunde beitragen, sodass es auf die Redlichkeit des Beamten nicht ankommt. Eine vor allem im Schrifttum vertretene Gegenauffassung verneint dies; sie argumentiert damit, dass es an der Vergleichbarkeit mit der mittelbaren Täterschaft fehle, zu deren Bekämpfung die Norm geschaffen worden sei. Nach herrschender Meinung handelt der Täter ferner tatbestandsmäßig, wenn er einen vermeintlich gutgläubigen Amtsträger dazu bewegt, eine falsche Urkunde auszustellen.
Tatbestandsmäßig handelt weiterhin, wer einen Amtsträger dazu veranlasst, eine unwahre Speicherung in einer öffentlichen Datei zu speichern. Diese Begehungsform wird aufgrund ihrer systematischen Funktion analog zur Herstellungsvariante ausgelegt.

#### Gebrauchen (§ 271 Abs. 2 StGB)
Wie bei der Urkundenfälschung (§ 267 StGB) liegt ein Gebrauchen vor, wenn der Täter Dritten die Möglichkeit zur Kenntnisnahme der Urkunde gibt. Bei öffentlichen Urkunden geschieht dies typischerweise durch deren Vorlage. Öffentliche Bücher, Dateien und Register werden, da eine Vorlage insoweit ausscheidet, gebraucht, indem der Täter das Opfer dazu veranlasst, die unrichtige Erklärung einzusehen. Eigenständige Bedeutung hat diese Variante vor allem bei unrichtigen Urkunden, die ohne ein vorsätzliches Zutun des Täters hergestellt wurden.

### Vorsatz und Täuschungsabsicht
Eine Strafbarkeit nach § 271 StGB zunächst voraus, dass der Täter mit Eventualvorsatz hinsichtlich aller objektiven Tatbestandsmerkmale handelt, er also billigend in Kauf nimmt, dass er die Tatbestandsmerkmale verwirklicht. Nicht erforderlich ist dabei, dass der Täter das Vorliegen einer öffentlichen Urkunde rechtlich zutreffend beurteilt; es genügt, wenn er erkennt, dass sich seine Tathandlung auf ein Dokument mit besonderer Beweiskraft bezieht.
In Fällen des § 271 Abs. 2 StGB ist zudem erforderlich, dass der Täter mit dem Willen handelt, den Rechtsverkehr zu täuschen. Dieses Merkmal entspricht inhaltlich der identischen Voraussetzung des § 267 StGB.

## Versuch, Vollendung und Beendigung
Die versuchte mittelbare Falschbeurkundung ist nach § 271 Abs. 4 StGB strafbar. Aufgrund der Struktur des § 271 StGB richtet sich der Versuchsbeginn nach den zur mittelbaren Tatherrschaft entwickelten Grundsätzen. Der Versuch beginnt demnach regelmäßig, wenn der Täter auf die Urkundsperson oder deren Gehilfen einwirkt, weil er hierdurch einen Kausalverlauf in Gang setzt, der bei ungehinderten Fortgang ohne wesentliche Zwischenschritte zur Tatbestandsverwirklichung führt.
Vollendung und Beendigung treten ein, sobald der Beurkundungsvorgang abgeschlossen ist.

## Prozessuales und Strafzumessung

### Strafrahmen und Verfolgbarkeit
Wegen des Regelstrafrahmens von Freiheitsstrafe bis zu drei Jahren oder Geldstrafe handelt es sich bei der mittelbaren Falschbeurkundung gemäß § 12 Abs. 2 StGB um ein Vergehen. Die Urkundenfälschung stellt ein Offizialdelikt dar. Die Strafverfolgungsbehörden verfolgen Falschbeurkundungen daher von Amts wegen.
Sobald das Delikt beendet ist, beginnt gemäß § 78a StGB die Verfolgungsverjährung. Diese beträgt gemäß § 78 Abs. 3 Nr. 5 StGB drei Jahre.

### Qualifikation
Verwirklicht der Täter eine Qualifikation des § 271 Abs. 3 StGB, erhöht sich der Strafrahmen auf Freiheitsstrafe von drei Monaten bis zu fünf Jahren. Qualifizierend wirkt zunächst ein Handeln gegen Entgelt. Hierbei kommt es nicht darauf an, dass dem Täter eine Vergütung ausgezahlt wird; bereits das Streben nach einer solchen verwirklicht die Qualifikation. Qualifizierend wirken ferner ein Handeln im Bereicherungs- sowie in Schädigungsabsicht.

## Gesetzeskonkurrenzen
Werden im Zusammenhang mit einer Tat nach § 271 StGB weitere Delikte verwirklicht, können diese zur mittelbaren Falschbeurkundung in Gesetzeskonkurrenz stehen. Dies kommt insbesondere bei der Urkundenfälschung (§ 267 StGB) in Betracht, die etwa dadurch begangen werden kann, dass der Täter dem Urkundsbeamten eine gefälschte Urkunde vorlegt. Weil der Schutzzweck der Urkundenfälschung (Authentizitätsschutz) von dem des § 271 StGB abweicht, steht sie in Tateinheit (§ 52 StGB) zu § 271 StGB. Aus dem gleichen Grund kommt Tateinheit ferner in Betracht zur Fälschung beweiserheblicher Daten (§ 269 StGB), zur Personenstandsfälschung (§ 169 StGB) und zum Betrug (§ 263 StGB). Der Kennzeichenmissbrauch nach § 22 StVG tritt hingegen aufgrund formeller Subsidiarität hinter § 271 StGB zurück. § 95 Abs. 2 Nr. 2 AufenthG konsumiert hingegen § 271 StGB als lex specialis.
Verwirklicht der Täter sowohl § 271 Abs. 1 StGB als auch § 271 Abs. 2 StGB, richtet sich das Konkurrenzverhältnis nach den zu § 267 StGB entwickelten Grundsätzen: Sofern der Täter von vornherein den Gebrauch der Urkunde veranlasst, liegt eine einheitliche mittelbare Falschbeurkundung vor. Fehlt es demgegenüber an einer solchen verknüpfenden Absicht, etwa weil sich der Täter erst nach dem Herstellungsvorgang zum Gebrauch der Urkunde entschließt, stehen beide Begehungen zueinander in Tatmehrheit (§ 53 StGB).
§ 271 Abs. 3 StGB steht aufgrund seines Vermögensbezugs typischerweise in Tateinheit mit dem Betrug und der Steuerhinterziehung (§ 370 AO).

## Kriminologie
Das Bundeskriminalamt gibt jährlich eine Statistik über alle in Deutschland gemeldeten Straftaten heraus, die Polizeiliche Kriminalstatistik (PKS). Seit 1993 wird das gesamte Bundesgebiet erfasst. In den Statistiken von 1991 und 1992 wurden die alten Bundesländer und das gesamte Berlin erfasst. Frühere Statistiken erfassen lediglich die alten Bundesländer.
Ursprünglich wurde die mittelbare Falschbeurkundung mit den übrigen Urkundsdelikten (§ 268 bis § 282 StGB) unter dem Schlüssel 540000 zusammengefasst. Dies änderte sich 2010; seitdem differenziert die PKS stärker zwischen den Urkundsdelikten und weist die mittelbare Falschbeurkundung  unter dem Schlüssel 540002 aus. Für 2022 wurden 1.520 Fälle gemeldet. Damit macht die mittelbare Falschbeurkundung einen geringen Anteil der Urkundsdelikte aus. Allerdings wird die Aussagefraft der Kriminalstatistik dadurch relativiert, dass bei den Urkundsdelikten ein großes Dunkelfeld vermutet wird.
|      | Erfasste Fälle | Erfasste Fälle        | Erfasste Fälle                                |                  |
| Jahr | Insgesamt      | Pro 100.000 Einwohner | Anteil der versuchten Taten (absolut/relativ) | Aufklärungsquote |
| ---- | -------------- | --------------------- | --------------------------------------------- | ---------------- |
| 1987 | 40.052         | 65,5                  | 609 (1,5 %)                                   | 93,4 %           |
| 1988 | 42.959         | 70,2                  | 662 (1,5 %)                                   | 94,5 %           |
| 1989 | 49.809         | 80,7                  | 706 (1,4 %)                                   | 95,4 %           |
| 1990 | 44.005         | 70,2                  | 726 (1,6 %)                                   | 94,6 %           |
| 1991 | 50.429         | 77,6                  | 699 (1,4 %)                                   | 94,2 %           |
| 1992 | 57.003         | 86,7                  | 944 (1,7 %)                                   | 93,5 %           |
| 1993 | 81.519         | 100,7                 | 1.300 (1,6 %)                                 | 94,4 %           |
| 1994 | 77.757         | 95,6                  | 1.448 (1,9 %)                                 | 94,2 %           |
| 1995 | 81.077         | 99,4                  | 1.070 (1,3 %)                                 | 94,1 %           |
| 1996 | 82.396         | 100,7                 | 1.081 (1,3 %)                                 | 93,8 %           |
| 1997 | 80.301         | 97,9                  | 1.119 (1,4 %)                                 | 93,1 %           |
| 1998 | 75.269         | 91,7                  | 2.050 (2,7 %)                                 | 94,5 %           |
| 1999 | 72.819         | 88,8                  | 1.507 (2,1 %)                                 | 94,6 %           |
| 2000 | 71.796         | 87,4                  | 1.302 (1,8 %)                                 | 93,8 %           |
| 2001 | 74.223         | 90,2                  | 1.389 (1,9 %)                                 | 93,5 %           |
| 2002 | 69.397         | 84,2                  | 1.345 (1,9 %)                                 | 92,5 %           |
| 2003 | 69.097         | 83,7                  | 1.270 (1,8 %)                                 | 91,9 %           |
| 2004 | 65.511         | 79,4                  | 966 (1,5 %)                                   | 90,4 %           |
| 2005 | 64.430         | 78,1                  | 1.086 (1,7 %)                                 | 90,3 %           |
| 2006 | 59.239         | 71,9                  | 1.012 (1,7 %)                                 | 88,8 %           |
| 2007 | 62.993         | 76,5                  | 1.312 (2,1 %)                                 | 87,2 %           |
| 2008 | 66.461         | 80,8                  | 1.542 (2,3 %)                                 | 86,6 %           |
| 2009 | 62.137         | 75,8                  | 1.338 (2,2 %)                                 | 86,2 %           |
| 2010 | 67.627         | 82,7                  | 1.779 (2,6 %)                                 | 86,3 %           |
| 2011 | 68.087         | 83,3                  | 1.511 (2,2 %)                                 | 85,0 %           |
| 2012 | 65.717         | 80,3                  | 1.437 (2,2 %)                                 | 82,9 %           |
| 2013 | 65.416         | 81,2                  | 1.426 (2,2 %)                                 | 80,9 %           |
| 2014 | 63.398         | 78,5                  | 1.447 (2,3 %)                                 | 80,8 %           |
| 2015 | 61.955         | 76,3                  | 1.291 (2,1 %)                                 | 81,6 %           |
| 2016 | 70.191         | 85,4                  | 1.296 (1,8 %)                                 | 83,6 %           |
| 2017 | 74.912         | 90,8                  | 1.361 (1,8 %)                                 | 84,0 %           |
| 2018 | 76.176         | 92,0                  | 1.340 (1,8 %)                                 | 83,1 %           |
| 2019 | 73.560         | 88,6                  | 1.345 (1,8 %)                                 | 81,4 %           |
| 2020 | 78.252         | 94,1                  | 1.482 (1,9 %)                                 | 78,8 %           |
| 2021 | 90.799         | 109,2                 | 1.581 (1,7 %)                                 | 77,6 %           |
| 2022 | 108.462        | 130,3                 | 1.620 (1,5 %)                                 | 82,3 %           |